# Xanthorhoe fibulata
Xanthorhoe fibulata är en fjärilsart som beskrevs av Hüfnagel 1767. Xanthorhoe fibulata ingår i släktet Xanthorhoe och familjen mätare. Inga underarter finns listade i Catalogue of Life.